# Большая ханская мечеть
Больша́я ха́нская мече́ть (крымскотат. Büyük Han Cami) или Большая Дворцовая мечеть — мечеть Ханского дворца в Бахчисарае.

## История
Большая ханская мечеть находится на дворцовой площади на восток от северных врат. Это одна из крупнейших мечетей Крыма и первая из зданий ханского дворца. Мечеть построил 1532 года Сахиб I Герай, в XVII веке мечеть носила его имя.
Здание мечети массивное, со стрельчатой аркадой по низу и майоликовыми вставками на стенах. Крыша мечети четырёхскатная и покрыта красной черепицей. Изначально крыша была покрыта куполами.
Главный вход в мечеть расположен со стороны реки Чурук-Су. Фасад с этой стороны раньше был отделан мрамором. У восточной стены мечети расположено абдестхане (место для совершения ритуального омовения — абдеста) с шадирваном (фонтаном). На стенах изображены несколько каллиграфических надписей на арабском языке (цитаты из Корана), появившиеся в XVIII веке. Надписи выполнены чёрным цветом в зеленых картушах. Также среди каллиграфических надписей на стене есть упоминание имени Кырыма Герая, который ремонтировал и украшал мечеть: «Пусть будет благословен направа Его Высочества Кирима Герая Хана».
В мечети два десятигранных минарета с островерхими крышами, увенчанные бронзовыми алемами (полумесяцами). Высота минаретов — 28 метров. Наверх ведут каменные винтовые лестницы внутри минаретов. Башни минаретов построены из отесанных каменных плит, скреплённых между собой свинцовыми вставками.
В 1736 году мечеть пострадала при пожаре. Её восстановил во время правления хана Селямета II Герай мастер Омер. В 1750-х годах Арслан Герай основал во дворе мечети медресе, которое не сохранилось до наших дней. В советское время мечеть была закрыта. 
Зимой 1941-1942 года в Бахчисарае стояли части 132-й пд. Г. Бидеман писал : "В мечети ханского дворца в Бахчисарае дивизионные капелланы обеих конфессий отслужили предрождественскую службу. Согласно распорядку в роте и в строгом соответствии с национал-социалистической политической доктриной, посещение религиозных мероприятий было добровольным, однако почти все подразделение отправилось в мечеть."
В послевоенное время в верхней части здания располагалась экспозиция музейного отдела археологии, а в нижней части — лапидарий (хранилище архитектурных деталей, обломов, камней с надписями и изображениями). Сегодня мечеть открыта для верующих.

## Фотогалерея
- Большая ханская мечеть
- Минарет
- Минареты мечети
- Каллиграфическая надпись на стене
- Каллиграфическая надпись на стене
- Каллиграфическая надпись на стене в честь ремонта Кырыма Герая
- Фрагмент минарета